# أنتوني كوستا (لاعب كرة قدم)
أنتوني كوستا (بالإنجليزية: Anthony Costa)‏ (1 مايو 1994 بأديلايد في أستراليا - ) هو لاعب كرة قدم أسترالي في مركز الهجوم. لعب مع نادي أديلايد سيتي لكرة القدم ونادي أديلايد يونايتد.

## وصلات خارجية
- أنتوني كوستا على موقع قاعدة بيانات كرة القدم.إي يو (الإنجليزية)
- أنتوني كوستا على موقع Soccerway.com (الإنجليزية)
- أنتوني كوستا على موقع عالم كرة القدم.نت (الإنجليزية)